# Јуматила (Флорида)
Јуматила (енгл. Umatilla) град је у америчкој савезној држави Флорида. По попису становништва из 2010. у њему је живело 3.456 становника.

## Демографија
Према попису становништва из 2010. у граду је живело 3.456 становника, што је 1.242 (56,1%) становника више него 2000. године.
| Група             | 2000.         | 2010.         |
| Белци             | 2.018 (91,1%) | 2.938 (85,0%) |
| Афроамериканци    | 78 (3,5%)     | 111 (3,2%)    |
| Азијати           | 7 (0,3%)      | 6 (0,2%)      |
| Хиспаноамериканци | 87 (3,9%)     | 370 (10,7%)   |
| Укупно            | 2.214         | 3.456         |